# Ratshausen

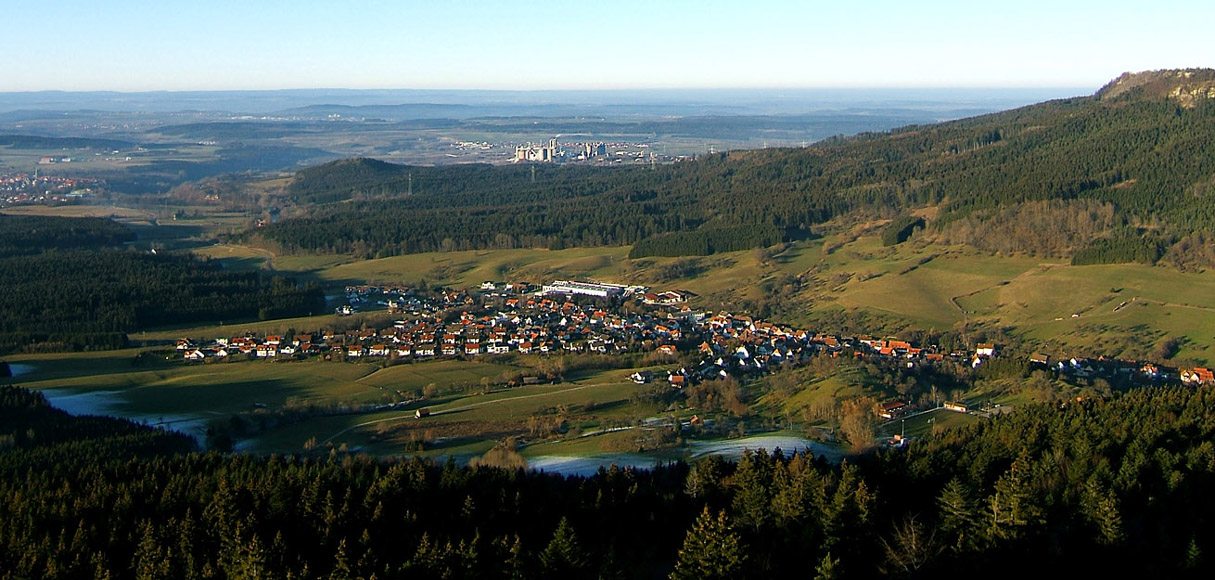
Blick über Ratshausen

Ratshausen ist eine Gemeinde im Zollernalbkreis in Baden-Württemberg (Deutschland). Zur Gemeinde Ratshausen gehören außer dem gleichnamigen Dorf keine weiteren Ortschaften.

## Geographie

### Geographische Lage
Ratshausen liegt am westlichen Rand der Schwäbischen Alb südwestlich des Plettenbergs. Südlich von Ratshausen liegt der Ortenberg. Ratshausen wird vom kleinen Fluss Schlichem durchquert. Die Gemeinde liegt inmitten des Naherholungsgebiets Oberes Schlichemtal.

### Nachbargemeinden
Die Nachbargemeinden im Uhrzeigersinn (im Norden beginnend):
- Dotternhausen
- Hausen am Tann
- Deilingen
- Weilen unter den Rinnen
- Schömberg

### Historische Geographie
Im Gemeindegebiet liegen die Wüstungen Kernhausen und Reuthalde. Der Hof Reuthalde entstand Anfang des 19. Jahrhunderts und wurde 1862 abgebrochen.

### Schutzgebiete
In Ratshausen gibt es drei Naturschutzgebiete. Östlich des Ortes liegt das Naturschutzgebiet Tiefer Weg. Im Norden hat die Gemeinde Anteil am Naturschutzgebiet Plettenkeller, welches auch Bestandteil des FFH-Gebiets Östlicher Großer Heuberg ist, und im Süden am Naturschutzgebiet Ortenberg, das zum FFH-Gebiet Großer Heuberg und Donautal gehört.
Ein Großteil der Gemarkung liegt im Vogelschutzgebiet Südwestalb und Oberes Donautal. Ratshausen liegt zudem im Naturpark Obere Donau.

## Geschichte

### Ratshausen bis zum Untergang des alten Reichs
Die älteste bekannte Nennung stammt aus einer Urkunde vom 26. März 1335 und lautet zu jener Zeit Rolzhausen (wahrscheinlich abgeleitet vom Personennamen Rolz oder Ralz) Jedoch handelt es sich bei Ratshausen (und auch Kernhausen) um eine Siedlung der älteren Ausbauzeit, spätestens des 8. Jahrhunderts. Im Laufe der Jahrhunderte wandelte sich der Name von Rolzhausen, zu Ralzhausen (1455), Radolzhausen (1598) und seit ungefähr 1680 vorwiegend Raz-, Raths-, bis zum heutigen Ratshausen.
Im Jahre 1393 wurde das Dörflein von Markgraf Bernhard von Baden gebrandschatzt und hatte im Zuge jahrzehntelanger Streitereien über den Besitz der verkauften Grafschaft immer wieder sehr zu leiden.
Im Frühmittelalter war Ratshausen Teil der Grafschaft Scherra, über die später die Grafschaft Hohenberg die Oberhoheit erlangte. Zusammen mit der Grafschaft Hohenberg kam Ratshausen 1381 an die Habsburger (Schwäbisch-Österreich). Ratshausen war dann unmittelbarer Bestandteil der Herrschaft Oberhohenberg (Obervogteiamt Fridingen, nach 1688 Obervogteiamt Spaichingen). In der zweiten Hälfte des 18. Jahrhunderts fungierte der Bezirk der Grafschaft Hohenberg auch unter den Bezeichnungen Oberamt Rottenburg und Oberamt Hohenberg.
In der Frühneuzeit war Ratshausen (und auch Kernhausen) meist Teil der Pfarrei Schömberg, 1788 wurde Ratshausen Teil der neugeschaffenen Pfarrei Kernhausen.
Zu den geschichtlichen Besonderheiten des Dorfes Ratshausen gehört das auffallend häufige Vorkommen des Namens Dannecker, der durch den in Waldenbuch bei Stuttgart geborenen Bildhauer Johann Heinrich von Dannecker bekannt geworden ist. Ratshausen ist bedeutsam als Stammsitz der Familie Dannecker. „Der gemeinsame Stammvater der Dannecker-Sippe ist der Bauer Hans Dannecker, der um 1580 […] im Dörflein Ratshausen lebte.“ Als weitere häufige Familiennamen kommen vor: Blepp, Staiger, Sauter, Riede, Hummel.

### Kernhausen
Auf der Markung von Ratshausen befand sich bis 1400 ein weiteres kleines Dorf namens Kernhausen. Der Ort Kernhausen wurde 1258 als Kerenhusen erstmals erwähnt. In der ersten Hälfte des 13. Jahrhunderts wurde hier von den Herren von Lupfen ein Nonnenkloster gegründet, das um 1258/62 nach Offenhausen verlegt wurde und dort den Namen Gnadenzell erhielt.
Die Besitzungen in Kernhausen blieben zunächst im Besitz des Klosters. Im Jahre 1310 wurde der Hof an einen niederadligen Ritter verkauft, der sich in der Folge Kernhauser nannte. Um 1400 existierte lediglich noch Kirche, Kaplanei- und Mesnerhaus.

### Seit der Zugehörigkeit zu Württemberg
Im Rahmen des Auflösungsprozesses des Alten Reiches zwischen 1803 und 1806 kam Ratshausen 1805 zum Kurfürstentum Württemberg, aus dem 1806 das gleichnamige Königreich hervorging. Für mehr als ein Jahrhundert war der Ort nun dem Oberamt Spaichingen zugeordnet. Bei der Kreisreform während der NS-Zeit in Württemberg gelangte Ratshausen 1938 zum Landkreis Balingen. Im Jahre 1945 fiel Ratshausen der Französischen Besatzungszone zu und kam somit zum Nachkriegsland Württemberg-Hohenzollern, welches 1952 im Bundesland Baden-Württemberg aufging.
Seit der Kreisreform von 1973 ist die Gemeinde Teil des Zollernalbkreises.

### Religion

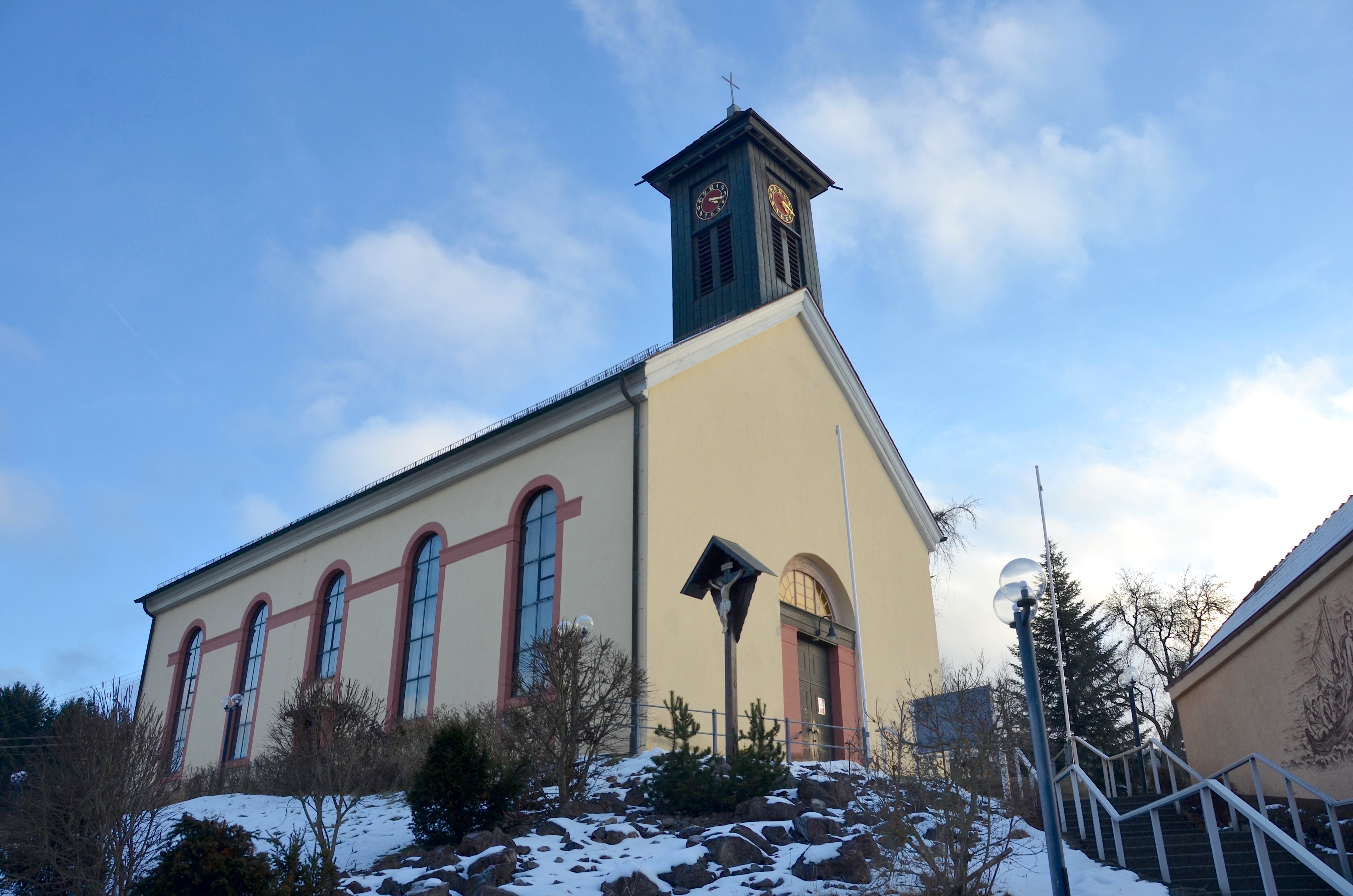
Kirche St. Afra

Ratshausen ist überwiegend katholisch geprägt. Die alte Klosterkirche von Kernhausen diente den Bewohnern von Ratshausen bis um 1810 als Dorfkirche. Erst zwischen 1816 und 1818 wurde in Ratshausen eine neue Kirche im Kameralamtsstil erbaut und die alte Kirche in Kernhausen nach 1816 abgebrochen. Im Jahre 1823 wurde die Pfarrscheuer erbaut, heute ein renoviertes Schmuckstück in der Gemeinde mit Bürgersaal, Tagungsräumen und dem Probelokal des örtlichen Musikvereins. Die römisch-katholische Kirchengemeinde mit der Kirche St. Afra ist Teil der Seelsorgeeinheit Oberes Schlichemtal im Dekanat Balingen der Diözese Rottenburg-Stuttgart. Im Dachreiter der Kirche befinden sich fünf Glocken. Die jüngsten vier Glocken stammen von der Glockengießerei Bachert aus Heilbronn und wurden im Jahre 1957 gegossen und eingeweiht. Die kleinste und älteste Glocke stammt aus der Zeit um 1400 und ist als „Wetterglöckle“ in den vergangenen Jahrhunderten bekannt geworden. Man sagt ihr nach, sie würde bei starken Gewittern durch ihren Klang die Unwetter vertreiben. Hierzu gibt es auch eine alte Sage, die folgende Geschichte besagt: Einst hörten die Rottweiler Ratsherren von der wundersamen Glocke und wollten diese gerne selbst in Rottweil zur Vertreibung der Gewitter aufhängen. So boten die Rottweiler Ratsherren der Sage nach den Gemeindeoberen die gesamte Wegstrecke von Ratshausen nach Rottweil mit Goldgulden gepflastert, woraufhin sich die Verantwortlichen ob des enormen Reichtums erweichen ließen und einem Verkauf zustimmten. Bevor die Glocke aber abgenommen wurde, um ihre Reise nach Rottweil anzutreten, soll sie von selbst mit Läuten begonnen haben und orakelhaft ließ die Glocke sodann verlauten: „Anna Susanna in Ratshausen will ich hangen, in Ratshausen will ich bleiben und alle Wetter vertreiben“. Nach diesem mystischen Singsang entschieden sich die Dorfbewohner gegen einen Verkauf an die Reichsstadt Rottweil und die Glocke hängt bis zum heutigen Tage in der Glockenstube der Kirche St. Afra.
Am Ortseingang aus Richtung Schömberg kommend wird man von der einfachen aber schmucken Lourdeskapelle begrüßt. Sie wurde im Jahre 1886 erbaut und von der Müllerwitwe Elisabeth Riede gestiftet. Das Glöcklein auf dem kleinen Turm stifteten der Säger Besenfelder von der Oberen Säge sowie der Drechsler Heinrich Riede.

## Politik

### Gemeinderat

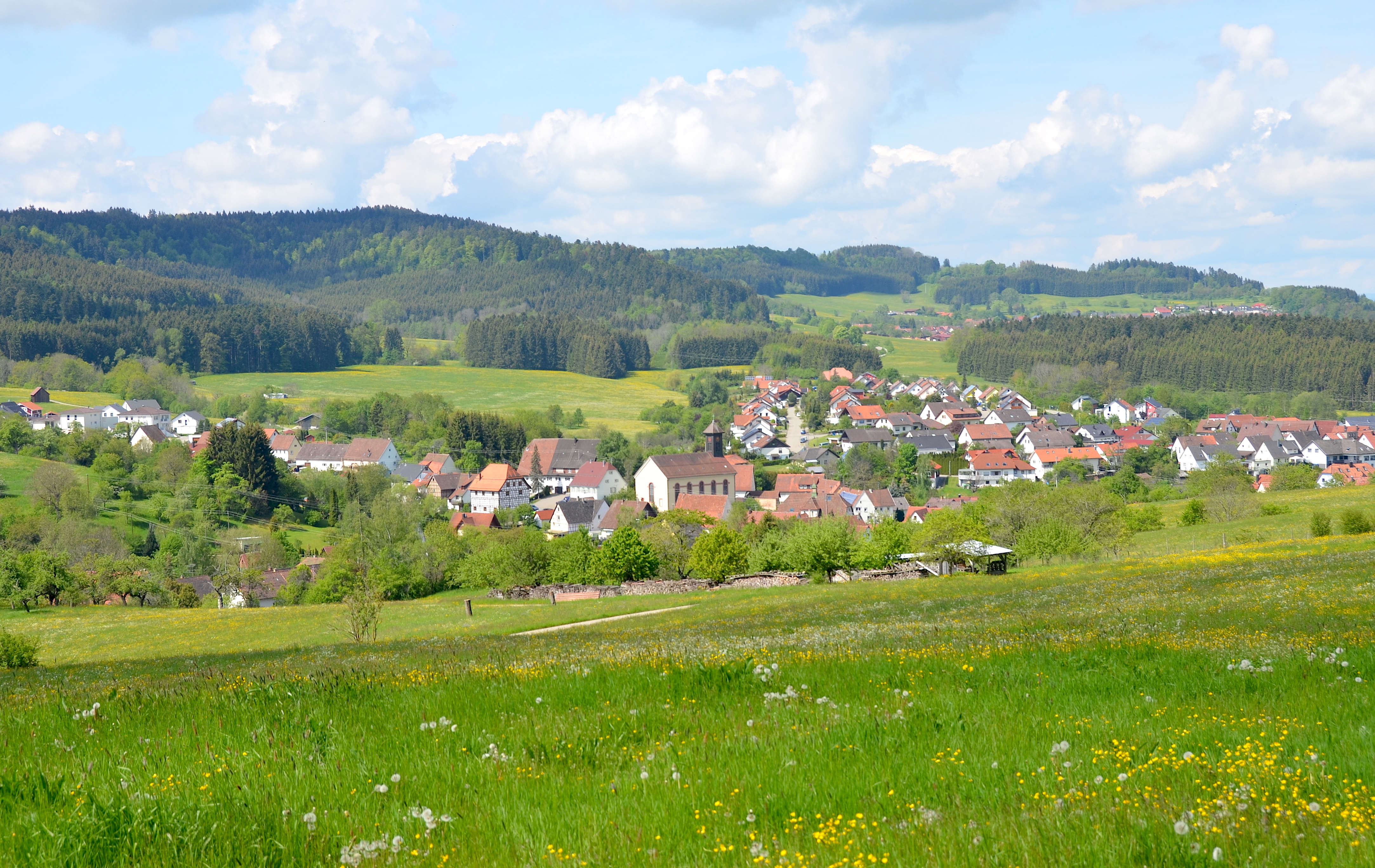
Ratshausen (2019)

Der Gemeinderat in Ratshausen hat acht Mitglieder. Er besteht aus den ehrenamtlichen Gemeinderäten und dem Bürgermeister als Vorsitzendem. Der Bürgermeister ist im Gemeinderat stimmberechtigt. Bei der Kommunalwahl am 9. Juni 2024 wurde der Gemeinderat durch Mehrheitswahl gewählt. Mehrheitswahl findet statt, wenn kein oder nur ein Wahlvorschlag (Aktive Bürger) eingereicht wurde. Die Bewerber mit den höchsten Stimmenzahlen sind dann gewählt. Die Wahlbeteiligung betrug 75,3 % (2019: 69,8 %).

### Bürgermeister
Bürgermeister ist seit dem 10. Februar 2023 Tommy Geiger. Er war zuvor Ortsvorsteher des Schömberger Stadtteils Schörzingen und wurde am 8. Januar 2023 mit 70,9 Prozent der Stimmen gewählt. Er folgte Heiko Lebherz nach, der von 2010 bis 2023 amtierte. Lebherz wurde im Oktober 2022 zum Bürgermeister von Haigerloch gewählt. Lebherz‘ Vorgänger Michael Maier (CDU) wurde im Mai 2010 nach 19 Jahren Amtszeit zum Bürgermeister von Winterlingen gewählt.

## Verkehr

### Öffentlicher Nahverkehr
Der Öffentliche Nahverkehr wird durch den Verkehrsverbund Neckar-Alb-Donau (NALDO) gewährleistet.

### Wanderwege
Als wichtiger Fernwanderweg führt der Schwäbische-Alb-Nordrand-Weg durch das Gemeindegebiet.
Entlang der Schlichem führen der Schlichemwanderweg und der Martinusweg durch den Ort.

## Söhne und Töchter der Gemeinde
- Anton von Dannecker (1816–1881), katholischer Theologe, Domkapitular und Päpstlicher Hausprälat, 1868–1870 Landtagsabgeordneter als Mitglied des Domkapitels